# Xanthiria
Xanthiria là một chi bướm đêm thuộc họ Noctuidae.

## Loài
- Xanthiria primulina (Druce, 1889)